# ヒメガマ
ヒメガマ（姫蒲、Typha domingensis）は、ガマ科に属する植物。

## 概要
多年生の抽水植物で、湖沼やため池、水路などに生育する。全長は最大2m程度、葉は線形葉で幅5-15mm。
花期は6-7月で、直立した花茎に茶色の雌花群と雄花群をつける。花茎の上側に雌花群がつき、下にそれよりやや太い雄花群がつく。雌花群と雄花群は1.5-7.0cm離れてつき、その間は花茎がむき出しになっている。

## 類似種
同属のモウコガマとは形態的に類似するが、ヒメガマのほうが葉の幅が広いことや、モウコガマの雌花にはヒメガマの雌花にある小苞がないことで区別できる。
また同属のガマやコガマにも似るが、ガマやコガマの雌花群と雄花群の間にはすきまがないため、容易に区別できる。

## 利用
現在では特に大きな需要があるわけではないが、ガマ属の一つとしての利用法は存在した（ガマ#利用方法）。 因幡の白兎の伝説とも関係のありそうな漢方薬の蒲黄（ホオウ）は、内服すると利尿および通経作用が、また外用には止血作用があるとされる。
根にデンプンがあり、食用とされた。また若芽も食べられる。